# Spasilačka služba
Spasilačka služba (eng. Baywatch) je američka serija koja se počela emitirati na NBC-u od 1989. do 1999. i kao Spasilačka služba: Hawaii, od 1999. do 2001. godine. Ukupno je snimljeno jedanaest sezona. Za vrijeme najveće popularnosti serija je bila emitirana u 148 zemalja svijeta i na svim kontinentima, osim Antarktike. Međutim, početak prikazivanja serije nije bio tako uspješan, jer je 1990. godine, NBC ugasio seriju nakon samo jedne sezone zbog loše gledanosti. Tada je serija prodana drugim TV postajama i snimanje je nastavljeno, a serija je doživjela veliki komercijalni uspjeh, naročito od treće sezone kada se pojavila Pamela Anderson u ulozi zanosne plavuše C. J. Parker. Na vrhuncu gledanosti seriju je pratilo čak 1,1 milijardi gledatelja, zbog čega je dospjela u Guinnessovu knjigu rekorda kao najgledanija televizijska serija svih vremena.
Serija prati hrabre spasitelje koji čuvaju losanđeleske plaže i spašavaju ljude i imovinu. Glavnu ulogu tumači David Hasselhoff, koji je ujedno bio i izvršni producent.
Osim "Spasilačke službe" i njenog nastavka, koji je sniman na Havajima, bio je pokrenut i spin-off Spasilačka služba: Noći (1995. – 1997.), a 2003. godine snimljen je i televizijski film Spasilačka služba: Vjenčanje na Havajima.

## Radnja
Radnja serije fokusirana je na tim spasitelja na plažama Los Angelesa koje predvodi zapovjednik Mitch Buchannon (David Hasselhoff). Članovi ekipe često se nalaze u opasnim situacijama u kojima moraju pomoći kolegama ili civilima. Opasnosti variraju od utapanja, potonuća brodova, potresa, do otmica, razbojstava i napada morskih pasa.
Osim na Mitcha i njegova sina, serija prati i živote mladih spasilaca, između ostalih, Shauni McClain (Erika Eleniak), C. J. Parker (Pamela Anderson), Caroline Holden (Yasmine Bleeth) i Matta Brodyja (David Charvet).

## Uloge

### Spasilačka služba (1989. – 1999.)
| Glumac                      | Lik              | Godina                      |
| David Hasselhoff            | Mitch Buchannon  | 1989. – 1998.               |
| Michael Newman              | Michael Newman   | 1989. – 1998.               |
| John Allen Nelson           | John D. Cort     | 1989. – 1998.               |
| Parker Stevenson            | Craig Pomeroy    | 1989. – 1998.               |
| Gregory Alan Williams       | Garner Ellerbee  | 1989. – 1995.               |
| Erika Eleniak               | Shauni McClain   | 1989. – 1992.               |
| Billy Warlock               | Eddie Kramer     | 1989. – 1992.               |
| Monte Markham               | Don Thorpe       | 1989. – 1992.               |
| Brandon Call Jeremy Jackson | Hobie Buchannon  | 1989. – 1990. 1991. – 1999. |
| Peter Phelps                | Trevor Cole      | 1989. – 1990.               |
| Holly Gagnier               | Gina Pomeroy     | 1989. – 1990.               |
| Shawn Weatherly             | Jill Riley       | 1989. – 1990.               |
| Tom McTigue                 | Harvey Miller    | 1991. – 1992.               |
| Richard Jaeckel             | Ben Edwards      | 1991. – 1994.               |
| Alexandra Paul              | Stephanie Holden | 1992. – 1997.               |
| Pamela Anderson             | C.J. Parker      | 1992. – 1997.               |
| David Charvet               | Matt Brody       | 1992. – 1995.               |
| Nicole Eggert               | Summer Quinn     | 1992. – 1994.               |
| Kelly Slater                | Jimmy Slade      | 1992. – 1993.               |
| Yasmine Bleeth              | Caroline Holden  | 1994. – 1997.               |
| Jaason Simmons              | Logan Fowler     | 1994. – 1996.               |
| Gena Lee Nolin              | Neely Capshaw    | 1995. – 1998.               |
| David Chokachi              | Cody Madison     | 1995. – 1999.               |
| Traci Bingham               | Jordan Tate      | 1996. – 1998.               |
| Donna D'Errico              | Donna Marco      | 1996. – 1998.               |
| José Solano                 | Manny Gutierrez  | 1996. – 1998.               |
| Nancy Valen                 | Samantha Thomas  | 1996. – 1997.               |
| Michael Bergin              | J.D. Darius      | 1997. – 2001.               |
| Kelly Packard               | April Giminski   | 1997. – 1999.               |
| Marliece Andrada            | Skylar Bergman   | 1997.                       |
| Angelica Bridges            | Taylor Walsh     | 1997. – 1998.               |
| Carmen Electra              | Lani McKenzie    | 1997. – 1998.               |
| Brooke Burns                | Jessie Owens     | 1998. – 2000.               |
| Mitzi Kapture               | Alex Ryker       | 1998. – 1999.               |

### Spasilačka služba: Hawaii (1999. – 2001.)
| Glumac                 | Lik            | Godina        |
| ---------------------- | -------------- | ------------- |
| David Hasselhoff       | Mitch Bucannon | 1989. – 2000. |
| Michael Bergin         | J.D. Darius    | 1997. – 2001. |
| Brooke Burns           | Jessie Owens   | 1998. – 2000. |
| Jason Brooks           | Sean Monroe    | 1999. – 2001. |
| Brandy Ledford         | Dawn Masterton | 1999. – 2000. |
| Simmone Jade Mackinnon | Allie Reese    | 1999. – 2000. |
| Jason Momoa            | Jason Ioane    | 1999. – 2001. |
| Stacy Kamano           | Kekoa Tanaka   | 1999. – 2001. |
| Krista Allen           | Jenna Avid     | 2000. – 2001. |
| Charlie Brumbly        | Zach McEwan    | 2000. – 2001. |
| Brande Roderick        | Leigh Dyer     | 2000. – 2001. |
| Alicia Rickter         | Carrie Sharp   | 2000. – 2001. |